# Cephalophyllum fulleri
Cephalophyllum fulleri är en isörtsväxtart som beskrevs av L. Bol. Cephalophyllum fulleri ingår i släktet Cephalophyllum och familjen isörtsväxter. Inga underarter finns listade i Catalogue of Life.